# 인문주의민주중도당
인문주의민주중도당(人文主義民主中道黨, 프랑스어: Centre démocrate humaniste, CDH 상트르 데모크라트 위마니스트[*])은 벨기에의 정당이다. 프랑스어 사용 지역인 왈롱(프랑스어로는 우알로니) 지역을 기반으로 하는 중도좌파 계열 정당이다.
1968년 기독교사회당의 해산과 동시에 창당되었다. 2002년까지는 기독사회당(基督社會黨, 프랑스어: Parti Social Chrétien, PSC)이라는 이름을 사용했다.